# Apno (Cerklje na Gorenjskem, Slovenija)
Apno je naselje u slovenskoj Općini Cerklju na Gorenjskem. Apno se nalazi u pokrajini Gorenjskoj i statističkoj regiji Gorenjskoj. 

## Stanovništvo
Prema popisu stanovništva iz 2002. godine naselje je imalo 85 stanovnika.